# Meteseh (Tembalang)
Meteseh is een bestuurslaag in het regentschap Semarang van de provincie Midden-Java, Indonesië. Meteseh telt 17.142 inwoners (volkstelling 2010).